# Platysteira
Platysteira es un género de aves paseriformes de la familia Platysteiridae. Sus especies se distribuyen por el África subsahariana.

## Especies
Se reconocen las siguientes especies:
- Platysteira hormophora (Reichenow, 1901) – batis-carunculado de África Occidental;
- Platysteira castanea Fraser, 1843 – batis-carunculado castaño;[3]
- Platysteira tonsa (Bates, 1911) – batis-carunculado tordo;[3]
- Platysteira laticincta Bates, 1926 – batis-carunculado de Bamenda;[3]
- Platysteira peltata Sundevall, 1850 – batis-carunculado gorginegro;[3]
- Platysteira albifrons Sharpe, 1873 – batis-carunculado frentiblanco;[3]
- Platysteira cyanea (Statius Müller, PL, 1776) – batis-carunculado gorgipardo;[3]
- Platysteira concreta Hartlaub, 1855 – batis-carunculado ventrigualdo;[3]
- Platysteira blissetti (Sharpe, 1872) – batis-carunculado de Blissett;[3]
- Platysteira chalybea (Reichenow, 1897) – batis-carunculado cuellinegro;
- Platysteira jamesoni (Sharpe, 1890) – batis-carunculado de Jameson.